# 约翰·戈特弗里德·赫尔德
约翰·戈特弗里德·赫尔德（姓或譯赫德；1744年8月25日—1803年12月18日），德國哲學家、路德派神學家、詩人。其作品《论语言的起源》（德语：Abhandlung über den Ursprung der Sprache）成为浪漫主义狂飙运动的基础。

## 生平
1744年赫爾德出生於普魯士王國莫倫根（今波蘭莫龍格），1803年死於薩克森-魏瑪。赫爾德成長於貧困家庭，從他父親的聖經及歌本中自學；1762年，17歲的內斂青年進入當地的柯尼斯堡大學，成為康德的學生，同時師從約翰·格奧爾格·哈曼。
他是天才型思想家，涉獵廣泛，著述豐富，主要貢獻於文獻學、文化人類學。康德、哈曼兩位思想巨匠，均對赫爾德產生極其重要的影響。康德的影響一是對傳統形而上學的懷疑，二是倫理學的反認知主義；而哈曼的影響則為藝術氣質和宗教情懷，尤其關於人格和靈魂整全的思想。

## 作品和思想
赫爾德強烈反對體系化的哲學，追求生動活潑的自然文風。反對傳統上排斥的和壓制經驗的形而上學，提倡經驗主義的理性化，也即是在經驗事實的基礎上，力求論證的合理性和清晰化，是追求思想的自然融洽和完整。他認為人不是純粹理性的，而是歷史中的人，說著歷史的語言，受著歷史的影響。赫爾德的哲學思想對後世產生了巨大的影響，例如他的歷史哲學和精神哲學對黑格爾辯證哲學产生的影响，美學對歌德、士來馬赫和尼采产生的影響。政治哲學對穆勒，人文學科思想對狄爾泰产生的影響等。他是解釋學、語言學、宗教人類學和《聖經》研究的開創者。

### 文學理論思想
沒有普遍的不變標準，可以用來衡量和評判在不同的歷史時期，在不同的文化背景，在不同的個人氣質，和在不同的創作素材產生的作品。
認為〈莎士比亞〉一書中所描述的希臘式悲劇法則，其藝術品質不是建基於藝術本身，而是建基於自然，因為情節的統一乃是故事的統一。是希臘人時時面對的，因著他們依時間上的、政治上的、宗教上的和道德上的處境，這故事必須是統一的。 在所有線索最終將匯聚為一之前，一切都開展的如此緩慢艱難。然而一旦匯聚完成，所有場景是進行得何等的迅速。言語變得簡短精粹，認知、情緒和行動前進如梭!場景之間的連續變得如此有力，每個角色所說的話都簡潔有力，字字珠璣。

### 語言學思想
語言是思維的承載體，詩歌是語言藝術的最高形式，語言讓一個民族的詩歌表達這個民族的獨特精神。
《論語言的起源》一書中說，語言是知性的自然器官，是人心靈的感官。人的心靈這一全新的、自我造就的感官，在它發生之初就成就了人們交往聯繫的手段。人若不是與自己的心靈對話，或是試圖與其他人心靈對話，就不能設想最初的人的思想，也無法構想最初的反思與論證。
《致提奧芬書》中說，神之言在批判者之手中像被榨乾的檸檬。詩永遠是自然的最高形式，是最深沉的情感，總會用最崇高的方式表達出來。而古老的聖經註釋書，是當年的人還會努力尋找神之言的真義。而不是僅僅糾纏於音符和文字型態，窮其枝節細徵、錙銖必較。
人類最古老的文獻《創世記》第一章描述天將破曉之段落解釋，顯然是用人類最初的語言寫成的，也就是激情和直覺的形象和語言。

### 反純粹理性
在1771年赫爾德接受了布克堡地方的宮廷牧師職務。他的早期思想理性主義色彩浓厚，而晚期思想则反对法国理性主义，偏向自由主義与经验主义。他的“反理性”，主要就集中在布克堡時期的著述中。其事業的困頓、生活的迷茫、環境的閉塞，使得赫爾德越發向內心深處，尋找宗教信仰的根源，而對當時的理性主義神學和自由主義的《聖經》研究極為不滿。

### 論《聖經》的神性和使用
基督教的第一個任務，乃是要所有人一條心，而不是爭執不下，生命中充滿怨恨。《聖經》經文用盼望為萬物作結，而我們今天講道，也是要以盼望維繫。我們個人為維護一家之言不惜犧牲生命，卻都是聲稱是本於《聖經》這本歧異而含混的書，就好像神的聲音只在他們自己的耳朵裡迴響。---它怎麼可能是神的言語、神聖的思想?
我們學會憑藉著言語思考，從童年時起，我們就學會了反思，只能是模仿別人說的話。我們無法脫開言詞去思考普遍的真理、抽象的理念、理性的思想。當我們思想時就是自言自語，我們說話時就是自己跟自己說明道理。而神全是思想，不需要藉助語詞蹣跚前行。我們不能更深入地窺見自己的靈魂，我們也不知道人的語言，何以能夠穿透人心深處的情感都無法穿透的地方。神與人之間是毫無共通之處，實際情形是，他們要理解對方，根本沒有共同的東西。因此神要向人解釋自己，得完全用人的方式，完全依著人的本性，用人的語言，遷就人的弱點，局限在人的理念所及範圍之內。神不能用神的方式，而必須得用全然是人的方式講話。人心的本性就是思想，不再為自己思想的人心也就失了它的理性、自由意志和本性。我們要調動全部的思想和潛能，接受每一束穿透靈魂的光芒，接納每一份真實的確信。因為每個人都依著自己的思想和閱讀的方式，在《聖經》中找到教化和提升自我心靈得種子。讀《聖經》最好的方法應該是一次讀完整卷書，就能夠進入作者的思維線索和語調，進入他們的“思想之鍊”。你會受到他們靈的鼓舞，你的閱讀與他們的書寫乃是同步。但人們已經習慣了用無為來混淆忠貞，用懶散來混淆虔誠。

### 論希伯來詩歌精神
神學的基礎是《聖經》，而新約的基礎是舊約。不理解舊約，就不能正確理解新約。我們研究某種語言的精髓，最好的方法莫過於研究他的詩，尤其是古詩，這才能有最大的真理、深度和廣泛性。沒有舊約，根本無法正確地理解新約。很原始的民族，他們的語言可能是比詩好的語言呢。事實上，這些語言真的比現代一些發展得過於精巧的語言要好。近東民族的語言是內心感情和外在形象之間結合的典範，在希伯來的發音和動詞辭根中表現出來。在希伯來人那裏，歷史即是詩，也就是故事的代代相傳，彷彿永遠發生在當下，時態的不定和變化，直接有助於當下的見證，把描述的、講說的或聲音的事物栩栩如生地表現出來。在這種詩中看到人心最初的直覺，最簡樸的思維方式，規範它和引導他的最基本的要素。這種詩展現了感官最初的邏輯，概念最基本的分析，道德最本原的原則，簡而言之，就是人之思想和靈魂最古老的歷史。貫穿於舊約和新約之中的是一條十分精細的線索，尤其是那些形象和事蹟、歷史和詩歌相互融合的段落。詩歌和歷史本是用這線索交織在整體之中的，也必支離破碎。詩歌的表達方式，是適合於某個民族的時代、道德和思維方式。切勿用自己時代的標準，判斷古代民族通常的生活方式和道德習俗，因為這些民族並非生活在我們的時代，而生活方式和道德都是時間關係最精妙的花朵和果實。

### 論《詩篇》
研究《詩篇》要拋棄一切現代模仿者和評論家，即便他們最得人欣賞，在其當時也是最優秀的。他們是帶著自己的目的，為自己的時代來解讀詩篇的。他們把他們的語言、安慰和教導，應用於自己的時代。出於這樣的目的，我們必須首先了解這些詩人談論的主題和場景。我們研究大衛王及其詩篇歌者的獨特語言，方法應該是把不同的詩篇相互比較，並比較於那個時代的歷史。在詩篇中得到如此強烈表達的情感，我們既不該視為大敵，也不應盲目辯護。這些情感表達的是，個人的獨特氣質，就應該如是解釋，而不能誤認為是神聖情感的普遍模式。考察藝術品的同時，我們不應該把別民族和語言的例子，拿來作為評判的標準。若要評判詩的構成，必須是參照他所原初的情感、情緒和語言的特質。我們更不該依著自己的抒情法則評判大衛的詩篇，而是要展現希伯來抒情詩自身的本性和美感。具體的主題是甚麼?人們為何感興趣?歌唱的方式如何?主導的情感是甚麼?情感循甚麼線索發展?展開為怎樣的情緒?如何開始?如何演進?如何結束?

### 論《福音書》
歷史學家屬於他自己的民族、時代和語言，而傳記學家則屬於他們的傳記主角。因為他們整個思想和寫作方式和精神的不同。希伯來人寫歷史的風格，正如希伯來詩歌的風格一般，屬於並且表達了人們的童年。家族譜系、祖先傳奇、先知和帝王，構成了它的歷史。他們都是用最簡單的敘述講出來的，其中對世界的觀點就像我們童年時所拥有的，也是當時的人們不可或缺的。他們包括了神蹟奇事、詩意表達、預言比喻，諸如此類。 
福音書作者為他們的年代和人民寫書，並不是簡單地把同樣的一些想法“考慮在內”。毋寧是這些想法對他們來說是如此根本，若沒有這樣的“彌賽亞正統”，就根本不會有任何一本福音書寫成。使徒在任何地方都是求諸於這“先知確定之言”。若沒有它、沒有從它而來的正統，作為福音的基礎，我們就根本無法解釋福音書各處的結構。而有了它，一切都清晰起來。口傳福音的內容是預言-歷史的。因此關於他的任何講說都是解釋-歷史的，也就是要指明古時的預言如何在耶穌身上得圓滿，就是說耶穌是基督。創建教會的眾使徒也都有自己的福音，即便他們並非福音書的作者。他們關於信仰耶穌即是基督的教導，就被稱作他們的福音。使徒的教導是以歷史為據，福音書作者傳講的也就是這歷史。沒有另一部福音書能像《馬可福音》這樣，文學雕琢得痕跡如此之少，口頭講述的故事、活的聲音如此之多。這是巴勒斯坦地方講述故事的人最流行的語調。這就是為什麼不時有些地方，用耶穌所行的奇蹟或是祂所施的治療，作為講話之間的過渡和轉承。反過來，在講述具體某件奇蹟時，不厭其煩地描述細節，也是講故事的人自然的作法。馬太和路加用的是同樣的故事，卻把細節大大壓縮了。這是因為他們不是講，而是寫。筆書于版，改變了講話的語調。

## 著作
- To Cyrus, the grandson of Astyages (1762)
- Essay on Being (1763–64)
- On Diligence in Several Learned Languages (1764)
- Treatise on the Ode (1764)
- How Philosophy can become more Universal and Useful for the Benefit of the People (1765)
- Fragments on Recent German Literature (1767–68)
- On Thomas Abbt's writings (1768)
- Critical Forests, or Reflections on the Science and Art of the Beautiful (1769-)
- Journal of my Voyage in the Year 1769 (first published 1846)
- Treatise on the Origin of Language (1772)
- Selection from correspondence on Ossian and the songs of ancient peoples (1773) See also: James Macpherson (1736–1796).
- Of German Character and Art (with Goethe, manifesto of the Sturm und Drang) (1773)
- This Too a Philosophy of History for the Formation of Humanity (1774)
- Oldest Document of the Human Race (1774–76)
- Essay on Ulrich von Hutten (1776)
- On the Resemblance of Medieval English and German Poetry (1777)
- Sculpture: Some Observations on Shape and Form from Pygmalion's Creative Dream (1778)
- On the Cognition and Sensation of the Human Soul (1778)
- On the Effect of Poetic Art on the Ethics of Peoples in Ancient and Modern Times (1778)
- Folk Songs (1778–79; second ed. of 1807 titled The Voices of Peoples in Songs)
- On the Influence of the Government on the Sciences and the Sciences on the Government (Dissertation on the Reciprocal Influence of Government and the Sciences) (1780)
- Letters Concerning the Study of Theology (1780–81)
- On the Influence of the Beautiful in the Higher Sciences (1781)
- On the Spirit of Hebrew Poetry. An Instruction for Lovers of the Same and the Oldest History of the Human Spirit (1782–83)
- God. Some Conversations (1787)
- Ideas for the Philosophy of History of Humanity (1784–91)
- Scattered Leaves (1785–97)
- Letters for the Advancement of Humanity (1791-97 or 1793-97? (various drafts))
- Christian Writings (1794-8)
- Terpsichore (1795-6) (translations & commentary of the Latin poet, Jakob Balde)
- Persepolisian Letters (1798) (fragments on Persian architecture, history & religion)
- Luther’s Catechism, with a catechetical instruction for the use of schools (1798)
- Understanding and Experience. A Metacritique of the Critique of Pure Reason. Part I. (Part II, Reason and Language.) (1799)
- Calligone (1800)
- Adrastea: Events and Characters of the 18th century (6 vols.)
- The Cid (1805; a free translation of the Spanish epic El Cid)

### 英文译本
- Selected Writings on Aesthetics. Edited and translated by Gregory Moore. Princeton U.P. 2006. pp. x + 455. Edition makes many of Herder's writings on aesthetics available in English for the first time.
- Another Philosophy of History and Selected Political Writings, eds. Ioannis D. Evrigenis and Daniel Pellerin (Indianapolis: Hackett Pub., 2004). A translation of Auch eine Philosophie and other works.
- Philosophical Writings, ed. Michael N. Forster (Cambridge: Cambridge Univ. Press, 2002). The most important philosophical works of the early Herder available in English, including an unabridged version of the Treatise on the Origin of Language and This Too a Philosophy of History for the Formation of Mankind.
- Sculpture: Some Observations on Shape and Form from Pygmalion's Creative Dream, ed. Jason Gaiger (Chicago: University of Chicago Press, 2002). Herder's Plastik.
- Selected Early Works, eds. Ernest A. Menze and Karl Menges (University Park: The Pennsylvania State Univ. Press, 1992). Partial translation of the important text Über die neuere deutsche Litteratur.
- On World History, eds. Hans Adler and Ernest A. Menze (Armonk, N.Y.: M.E. Sharpe, 1997). Short excerpts on history from various texts.
- J. G. Herder on Social & Political Culture (Cambridge Studies in the History and Theory of Politics), ed. F. M. Barnard (Cambridge University Press, 2010 (originally published in 1969)) ISBN 978-0-521-13381-4  Selected texts: 1. Journal of my voyage in the year 1769; 2. Essay on the origin of language; 3. Yet another philosophy of history; 4. Dissertation on the reciprocal influence of government and the sciences; 5. Ideas for a philosophy of the history of mankind.
- Herder: Philosophical Writings, ed. Desmond M. Clarke and Michael N. Forster (Cambridge University Press, 2007) ISBN 978-0-521-79088-8  Contents:  Part I. General Philosophical Program: 1. How philosophy can become more universal and useful for the benefit of the people (1765); Part II. Philosophy of Language: 2. Fragments on recent German literature (1767–8); 3. Treatise on the origin of language (1772); Part III. Philosophy of Mind: 4. On Thomas Abbt's writings (1768); 5. On cognition and sensation, the two main forces of the human soul; 6. On the cognition and sensation, the two main forces of the human soul (1775); Part IV. Philosophy of History: 7. On the change of taste (1766); 8. Older critical forestlet (1767/8); 9. This too a philosophy of history for the formation of humanity (1774); Part V. Political Philosophy: 10. Letters concerning the progress of humanity (1792); 11. Letters for the advancement of humanity (1793–7)
- Herder on Nationality, Humanity, and History, F. M. Barnard. (Montreal and Kingston: McGill-Queen's University Press, 2003).
- Herder's social and political thought: From enlightenment to nationalism, F. M Barnard, Oxford, Publisher: Clarendon Press, 1967. ASIN: B0007JTDEI